# Ernst Günther Gründel
Ernst Günther Gründel (* 1903; † 1946) war ein deutscher Historiker und Kulturphilosoph. Am meisten zitiert ist sein Werk Die Sendung der jungen Generation.

## Schriften (Auswahl)
- Über das Carmen de ingenio sanitatis des Arztes und Doktor der Medizin Burckard von Horneck, 1924
- Die Menschheit der Zukunft; das Abendland zwischen Gipfel und Abgrund, 1929
- Die Bevölkerungsreproduktion in der modernen Volkswirtschaft : Eine Untersuchung über die Grenzen und Möglichkeiten weiteren Fortschritts und die Bedeutung der Aufartung für die Leistungsfähigkeit der Wirtschaft, 1930
- Die Sendung der jungen Generation. Versuch einer umfassenden revolutionären Sinndeutung der Krise, 1932
- Jahre der Überwindung: Umfassende Abrechnung mit dem "Untergangs"-Magier – Aufgabe der deutschen Intellektuellen – Weltgeschichtliche Sinndeutung des Nationalsozialismus. Ein offenes Wort an alle Geistigen. 1934